# Llei de Murphy

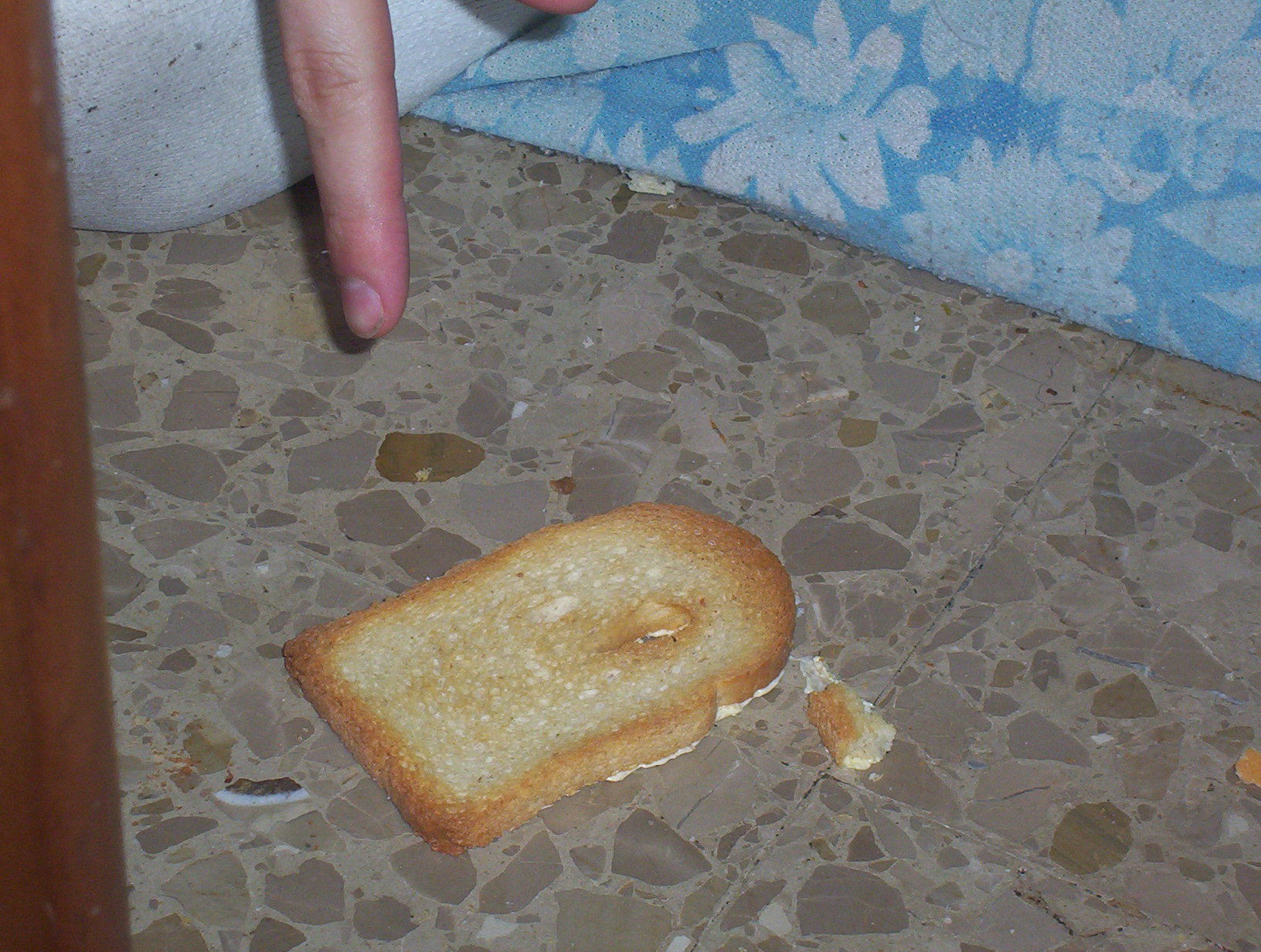
La torrada sempre cau pel costat de la mantega, però això és purament físic.

La Llei de Murphy és una forma còmica i majoritàriament fictícia d'explicar els infortunis en tot tipus d'àmbits que, a grans trets, es basa en l'adagi següent:
| « | Si alguna cosa pot sortir malament, sortirà malament. | » |

 Aquesta frase, que denota una actitud "pessimista", resignada i burleta alhora davant esdeveniments futurs, seria aplicable a tota mena de situacions, des de les més banals de la vida quotidiana fins a d'altres més transcendents.

## Història
La llei va ser enunciada per Edward A. Murphy Jr, un enginyer de desenvolupament que va treballar durant un breu període en experiments amb coets en rails posats en pràctica per les Forces Aèries dels Estats Units el 1949.
Hi ha diferents teories sobre l'origen de la Llei de Murphy i sobre els detalls de com va ser formulada inicialment. Durant el període de 1947-1949 es va desenvolupar un pla anomenat MX981 al camp Muroc (anomenat més tard Base Aèria Edwards) destinat a provar la resistència humana a les forces G durant una desacceleració ràpida. Les proves usaven un coet sobre rails amb una sèrie de frens en un extrem.
Les proves inicials usaven un ninot humà, lligat a una cadira a un trineu, però les que van seguir van ser fetes amb John Paul Stapp, llavors capità, reemplaçant al ninot. Amb això es va qüestionar la precisió de la instrumentació utilitzada per mesurar les forces G que el capità Stapp experimentava. Edward Murphy va proposar utilitzar mesuradors electrònics d'esforç subjectes a l'arnès de Stapp per mesurar la força exercida sobre ells per la ràpida desacceleració. L'assistent de Murphy cablejà l'arnès i es va fer una primera prova utilitzant un ximpanzé. Tanmateix, els sensors van donar una lectura de zero.
Llavors es va advertir que s'havia produït un error en la instal·lació: cada sensor s'havia cablejat a l'inrevés. En aquest moment Murphy va formular el seu famós enunciat. Segons George Nichols, un altre enginyer que estava present, Murphy, frustrat, li va donar la culpa al seu assistent, dient: «Si aquesta persona té una manera de cometre un error, ho farà». La versió de Nichols és que la «llei de Murphy» va sortir en una conversa entre altres membres de l'equip, va ser després condensada a "Si pot passar, passarà» i anomenada la llei de Murphy en to de burla d'allò que Nichols percebia com a arrogància per part de Murphy.
Així mateix, hi ha altres versions. Alguns, incloent-Robert Murphy, el fill d'Edward, neguen la versió de Nichols, i sostenen que la frase es va originar per part d'Edward Murphy. D'acord amb Robert Murphy, la frase del seu pare va ser una cosa així com «Si hi ha més d'una forma de fer un treball i una d'elles culminarà en desastre, algú ho farà d'aquesta manera».
De totes maneres, la frase va sortir a la llum pública per primera vegada durant una conferència de premsa en què al Stapp se li va preguntar per què ningú va resultar amb ferides d'importància durant les proves amb el coet. En Stapp va replicar que va ser perquè es va prendre en consideració la llei de Murphy. Després va citar la llei i va dir que en general significava que era important considerar totes les possibilitats abans de fer una prova.
El 1952 es va canviar la frase a «Tot el que pugui sortir malament, passarà» en un epígraf del llibre The Butcher: The Ascent of Yerupaja de John Sack; possiblement el primer ús imprès del nom de Murphy en relació amb la llei es troba al llibre de 1955 de Lloyd Malla Men, Rockets and Space Rats. Irònicament, la frase amb la qual se sol citar aquesta llei ("El que pugui sortir malament, sortirà malament"), mai va ser pronunciada per Edward Murphy. En realitat és la Llei de Finagle dels negatius dinàmics.

## L'esperit de la llei
Sense importar la composició exacta i l'origen de la frase, el seu esperit comporta el principi de disseny defensiu, en anticipar els errors que l'usuari final probablement cometrà. Els sensors de força G de Murphy van fallar perquè hi havia dues maneres diferents de connectar, una d'elles resultaria en lectures correctes mentre que l'altra resultaria en absència de lectures. L'usuari final —l'assistent de Murphy en la versió històrica— podia escollir com connectar els cables. Quan va escollir incorrectament els sensors no va fer la seva feina correctament.
En la major part de la tecnologia ben dissenyada per a l'ús pel consumidor comú i corrent, les connexions incorrectes es fan difícils. Per exemple, el disc de 3,5 polzades utilitzat en molts ordinadors personals no es podia inserir fàcilment en la disquetera a menys que estigués orientat correctament. En canvi, el disc de 5,25 polzades podia ser inserit en una varietat d'orientacions que podien danyar el disc o la disquetera. Els  discs compactes permeten una orientació incorrecta —el disc pot ésser inserit a l'inrevés. Un dissenyador defensiu reconeix el fet que el disc pot ser inserit de manera errònia i, per tant, algú eventualment ho farà.
Des del seu primer anunci públic la llei de Murphy s'ha escampat ràpidament a altres cultures tècniques relacionades amb l'enginyeria aeroespacial, especialment en computació. Ràpidament les seves variants han passat a la  imaginació popular, mutant al seu torn. Generalment l'esperit de la llei captura la tendència general a emfatitzar les coses negatives que passen a la vida, en aquest sentit, la llei és típicament formulada com una variant de «Si alguna cosa pot sortir malament, sortirà malament», una variant sovint coneguda com a llei de Finagle.

## Emfatització del negatiu
Un exemple freqüentment citat d'aquesta tendència a emfatitzar el negatiu, és que, cada vegada que una llesca de pa untada de mantega cau a terra, la gent tendeix a recordar més vívidament les vegades que va caure amb el costat de la mantega cap a terra, ja que si caigués amb la mantega cap amunt tindria menys conseqüències. Per tant, un té la impressió que el pa sempre cau amb la mantega cap a baix, sense importar la veritable probabilitat de cada ocurrència.
Lleis com la de Murphy són una expressió directa d'aquestes perversitats en l'ordre de l'univers. Hi ha un estudi matemàtic que demostra que efectivament la torrada té més probabilitats de caure del costat de la mantega, però és degut a altres factors. El factor principal és l'alçada de la taula, per la qual la torrada té 'temps' de fer mitja volta no pel pes de la mantega com erròniament i intuïtiva se suposa, sinó per la rotació pròpia a les condicions inicials de la caiguda, però no hi ha alçada suficient per donar més de mitja volta.
S'han desenvolupat mutacions addicionals de la llei i els seus corol·laris, moltes d'elles meta lleis d'alguna classe. Per exemple, l'analogia del pa amb mantega podria expandir-se a: «La probabilitat que una llesca de pa untada de mantega caigui amb el costat de la mantega cap avall, és proporcional al preu de la catifa».